# 159 Pułk Artylerii Ciężkiej
159 pułk artylerii ciężkiej (159 pac) – oddział artylerii ciężkiej ludowego Wojska Polskiego.
Pułk został sformowany w 1951 roku w garnizonie Choszczno (OW Nr II), w składzie 1 Korpusu Piechoty (od 1953 roku - 1 Korpusu Armijnego). Zimą 1955/1956 roku oddział został przeformowany w 159 pułk artylerii armat według etatu Nr 4/124 o stanie 718 wojskowych i 12 pracowników cywilnych. W 1956 roku, po rozformowaniu 1 KA, został przeformowany w 16 Brygadę Artylerii Armat.

## Struktura organizacyjna
- dowództwo pułku[3]
- dwa dywizjony haubic 152 mm
  - trzy baterie haubic
    - pluton dowodzenia
    - dwa plutony ogniowe

  - pluton rozpoznawczy
  - pluton łączności
- dywizjon szkolny
- pluton dowodzenia
- pluton remontowy[4]